# سنترفيل (كاليفورنيا)
سنترفيل تجمع سكاني تقع إدارياً ضمن مقاطعة بوت (كاليفورنيا) في الولايات المتحدة.